# IC 1645
IC 1645 = IC 1642 ist eine elliptische Galaxie mit aktivem Galaxienkern vom Hubble-Typ E/S0 im Sternbild Fische auf der Ekliptik. Sie ist schätzungsweise 514 Millionen Lichtjahre von der Milchstraße entfernt und hat einen Durchmesser von etwa 60.000 Lj.

Im selben Himmelsareal befindet sich u. a. die Galaxie IC 1646.
Das Objekt wurde am 29. Januar 1897 von Stéphane Javelle entdeckt.